# Československá basketbalová liga 1961-1962
La Československá basketbalová liga 1961-1962 è stata la 34ª edizione del massimo campionato cecoslovacco di pallacanestro maschile. La vittoria finale è stata ad appannaggio dello Spartak ZJŠ Brno.

## Risultati

### Stagione regolare
|     | Squadra                 | G  | V  | P  | PF   | PS   | Pt. | Qualificazione |
| --- | ----------------------- | -- | -- | -- | ---- | ---- | --- | -------------- |
| 1.  | Spartak ZJŠ Brno        | 26 | 23 | 3  | 1950 | 1574 | 49  |                |
| 2.  | Iskra Svit              | 26 | 22 | 4  | 1974 | 1615 | 48  |                |
| 3.  | Spartak Praga Sokolovo  | 26 | 21 | 5  | 2082 | 1622 | 47  |                |
| 4.  | Slovan Orbis Praga      | 26 | 20 | 6  | 1988 | 1682 | 46  |                |
| 5.  | Dynamo Praga            | 26 | 19 | 7  | 1931 | 1707 | 45  |                |
| 6.  | Tatran Ostrava          | 26 | 16 | 10 | 1895 | 1783 | 42  |                |
| 7.  | Slávia VŠ Bratislava    | 26 | 11 | 15 | 1906 | 1787 | 41  |                |
| 8.  | Spartak Tesla Žižkov    | 26 | 9  | 17 | 1708 | 1813 | 35  |                |
| 9.  | Dukla Mariánské Lázně   | 26 | 8  | 18 | 1670 | 1899 | 34  |                |
| 10. | Lokomotíva Prievidza    | 26 | 8  | 18 | 1525 | 1777 | 34  |                |
| 11. | Jednota Košice          | 26 | 7  | 19 | 1629 | 1895 | 33  |                |
| 12. | Lokomotiva Karlovy Vary | 26 | 5  | 21 | 1585 | 1893 | 31  | retrocesse     |
| 13. | Slavia VŠ Brno          | 26 | 4  | 22 | 1376 | 1908 | 30  | retrocesse     |
| 14. | Slovan Bratislava       | 26 | 5  | 21 | 1565 | 1833 | 29  | retrocesse     |

| Československá basketbalová liga 1961-1962 |
| ------------------------------------------ |
| Spartak ZJŠ Brno 9º titolo                 |

## Formazione vincitrice
| N° | Naz.                      | Ruolo | Sportivo           |  | Alt. |  |
| -- | ------------------------- | ----- | ------------------ |  | ---- |  |
|    | Cecoslovacchia (bandiera) |       | František Konvička |  | 192  |  |
|    | Cecoslovacchia (bandiera) |       | Zdeněk Konečný     |  | 204  |  |
|    | Cecoslovacchia (bandiera) |       | Zdeněk Bobrovský   |  | 186  |  |
|    | Cecoslovacchia (bandiera) |       | Vladimír Pištělák  |  | 189  |  |
|    | Cecoslovacchia (bandiera) |       | František Pokorný  |  |      |  |
|    | Cecoslovacchia (bandiera) |       | Radoslav Sís       |  |      |  |
|    | Cecoslovacchia (bandiera) |       | Milan Merkl        |  |      |  |
|    | Cecoslovacchia (bandiera) |       | Zdeněk Vlk         |  |      |  |
|    | Cecoslovacchia (bandiera) |       | Stanislav Milota   |  |      |  |
|    | Cecoslovacchia (bandiera) |       | Páleník            |  |      |  |
|    | Cecoslovacchia (bandiera) |       | Stanislav Vykydal  |  | 171  |  |
|    | Cecoslovacchia (bandiera) |       | Hradílek           |  |      |  |
|    | Cecoslovacchia (bandiera) |       | Žídek              |  |      |  |
|    | Cecoslovacchia (bandiera) | All.  | Ivan Mrázek        |  |      |  |

## Fonti
- Ing. Pavel Šimák: Historie československého basketbalu v číslech (1932-1985), Basketbalový svaz ÚV ČSTV, květen 1985, 174 stran
- Ing. Pavel Šimák: Historie československého basketbalu v číslech, II. část (1985-1992), Česká a slovenská basketbalová federace, březen 1993, 130 stran
- Juraj Gacík: Kronika československého a slovenského basketbalu (1919-1993), (1993-2000), vydáno 2000, 1. vyd, slovensky, BADEM, Žilina, 943 stran
- Jakub Bažant, Jiří Závozda: Nebáli se své odvahy, Československý basketbal v příbězích a faktech, 1. díl (1897-1993), 2014, Olympia, 464 stran